# Melchior Conrad Cramer
Melchior Conrad Cramer (* 8. August 1672 in Ansbach; † 1. September 1760 ebenda) war ein deutscher Arzt, erster Leibmedicus und Hochfürstl. Brandenburg-Onolzbachischer Geheimer Rat in Ansbach (Onolzbach = Ansbach) und Mitglied der Königlich Preußischen Akademie der Wissenschaften und der Leopoldina.

## Leben und Wirken

### Familie
Cramer wurde als Sohn des Baders und Chirurgen Johann Conrad Cramer (1643–1718) und seiner Ehefrau Euphrosine (1642–1721) in Ansbach geboren. Großvater väterlicherseits war der Bader aus Wettringen Conrad Cramer (1608–1760). Melchior Conrad Cramer heiratete 1698 in Schwabach Katharina Reisenleiter (1668–1736). Diese war in erster Ehe verheiratet mit Christoph Martin Köhler, wallenrodischer Vikar in Schwabach, aus dem alten Crailsheimer Geschlecht Köler, aus dem auch Friedrich Eltester (1779–1634) und die Textors und Goethes hervorgegangen sind.
Aus der Ehe des Melchior Conrad Cramer mit seiner Ehefrau Katharina ist der spätere Hof-, Kammer- und Landschaftsrat in Ansbach Johann Friedrich Cramer (1706–1768) hervorgegangen, der Vater des späteren Hofrats in Glogau Carl Christoph Cramer (1750–1827). Johann Friedrich Cramer war verheiratet mit Sabina Rosina Heberer (1710–1767), der Tochter des Johann Wolfgang Heberer (1675–1730), Consulent und Syndicus in Weißenburg in Bayern.

### Leben und Bedeutung
Melchior Conrad Cramer studierte Medizin an der Universität in Altdorf und promovierte 1695 bei dem Professor der Anatomie, Chemie und Botanik in Altdorf Johann Moritz Hoffmann (1653–1727) mit einer Dissertation über die Wassersucht.
Im Jahre 1706 wurde er zum Leibarzt des Markgrafen von Brandenburg-Ansbach, Wilhelm Friedrich (1668–1723) ernannt und übte dieses Amt auch bei seiner späteren Ehefrau Prinzessin Christiane Charlotte von Württemberg-Winnental (1694–1729) und seinem Sohn Karl Wilhelm Friedrich (genannt der Wilde Markgraf) aus.
Nach dem Tode des Markgrafen Wilhelm Friedrich begab sich der junge Markgraf Karl Wilhelm Friedrich, der noch bis zu seiner Volljährigkeit unter der Regentschaft seiner Mutter stand, ab April 1728 für mehrere Monate auf eine Kavaliersreise nach Frankreich, wo insbesondere die Universitätsstadt Angers und die Hauptstadt Paris sowie den Hof von Versailles besucht wurden. Den Markgrafen begleitete zur gesellschaftlichen Obhut und zur gebührenden fürstlichen Repräsentation der Geheimrat und Hofmarschall Johann Freiherr von Brehmer als Hofmeister und Leiter der Delegation, ein Herr von Nostiz als Reisecavalier, der Archivar Strebel als Sekretär, der ehemalige Pfarrer von Schalkhausen und spätere Vertraute des Markgrafen sowie Dechant und Stadtpfarrer von Uffenheim Jacob Friedrich Georgii (1697–1762) als Reiseprediger und Informant sowie als Leibarzt Cramer. Gerade die letzten Begleiter waren dazu ausersehen, dem Fürsten so viel wie möglich überall lehrreich und unterrichtend zur Seite zu stehen, zumal in Angers die Universität besucht wurde.
1729 wurde Cramer Mitglied der 1700 unter maßgeblicher Beteiligung Gottfried Wilhelm Leibniz’ als Kurfürstlich Brandenburgische Sozietät der Wissenschaften gegründeten Königlich-Preußischen Akademie der Wissenschaften. Sie ist die Vorgängerakademie der jetzigen Berlin-Brandenburgischen Akademie der Wissenschaften.
Am 28. Januar 1733 wurde er mit dem akademischen Beinamen Zopyrus zum Mitglied (Matrikel-Nr. 440) der Leopoldina gewählt, der ältesten naturwissenschaftlich-medizinischen Gelehrtengesellschaft im deutschsprachigen Raum und der ältesten dauerhaft noch existierenden naturforschenden Akademie der Welt. 1738 wurde er Vorstandsmitglied des besonderen Medizinal-Collegiums dieser Akademie
1757 erfolgte die Ernennung zum Geheimen Rat.

## Schriften
- Johann Moritz Hoffmann, Melchior Conrad Cramer: Diluvium microcosmi particulare, h. e. disputatio medica publica de hydrokephalō. Altdorfium, 1695 (Volltext in der Google-Buchsuche).